# Urban Paumgartner
Urban Paumgartner († 1630 in Preßburg) war ein österreichischer Humanist.

Urban Paumgartner war Lehrer an der protestantischen Adelsschule Collegium sapientiae et pietatis in Klagenfurt. Im Zuge der Gegenreformation musste er das Land verlassen. Die Schule wurde 1601 geschlossen. Im Exil in Lauingen publizierte er 1605 das Werk Aristeion Carinthiae Claudiforum. Dabei handelt es sich um einen in 1068 lateinischen Hexametern verfassten Lobgesang auf Klagenfurt. Es ist ein bedeutendes Dokument der Reformation in Kärnten.

## Ausgaben
- Thomas Lederer, Franz Witek (Hrsg.): Urban Paumgartner: Aristeion Carinthiae Claudiforum. Klagenfurt, der Ehrenpreis Kärntens. Verlag des Kärntner Landesarchivs, Klagenfurt 2002, ISBN 3-900531-51-X (lateinischer Text mit Übersetzung und Kommentar)